# Pinar del Río (pokrajina)
Pinar del Río je najzapadnija kubanska pokrajina. Pretežno je planinska (planine Cordillera de Guaniguanico, Sierra del Rosario (pod zaštitom UNESCO-a)  i Sierra de los Organos). Planine imaju strme padine, a između njih su plodne doline. Značajne su borove šume. Na obali ima mnogo mangrova. Nazapadniji dio Kube je poluotok Península de Guanahacabibes koji je zaštićen kao rezervat biosfere. Najzačajnija djelatnost pokrajine je proizvodnja duhana (70% kubanskog duhana). Centar industrije duhana je istoimeni glavni grad pokrajine Pinar del Río.